# Amerikanische Faulbrut

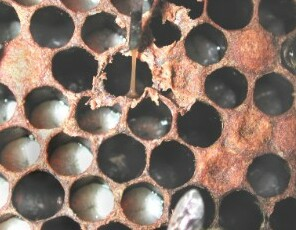
Typische Merkmale der Amerikanischen Faulbrut:
1. eingefallene Zelldeckel
2. fadenziehender Schleim

Die Amerikanische Faulbrut (AFB) ist eine bakterielle Brutkrankheit der Honigbienen.
Die durch das sporenbildende, grampositive, stäbchenförmige Bakterium Paenibacillus larvae (Familie Paenibacillaceae) ausgelöste Tierseuche ist auch als Bösartige Faulbrut bekannt, in Abgrenzung zur harmloseren Europäischen Faulbrut. Die Amerikanische Faulbrut ist in Deutschland und Österreich anzeigepflichtig und in der Schweiz meldepflichtig.

## Infektion
Die Amerikanische Faulbrut (auch Bienenpest genannt, Histolysis infectiosa perniciosa larvae apium, Pestis americana larvae apium) ist eine Erkrankung der Bienenbrut. Nach dem Tod der Larve zersetzt Paenibacillus larvae die gesamte Körperstruktur der Larven zu einer zähen, braunen, schleimigen Substanz, die später zu einem dunklen Schorf eintrocknet, in dem sich die Sporen des Erreger befinden. Die Amerikanische Faulbrut stellt keinerlei Gefährdung für die erwachsene (adulte) Biene, den Menschen oder andere Lebewesen dar. Die Bezeichnung „amerikanisch“ bezieht sich nicht auf ein Ursprungsgebiet, sondern auf die Nationalität des Erstbeschreibers, den Amerikaner White; die Krankheit tritt weltweit auf.

### Übertragung
Die infektiöse Form von Paenibacillus larvae sind die Sporen. Diese können über kontaminierten Honig oder Waben in gesunde Bienenvölker kommen. Eine Übertragung der Sporen über kontaminiertes Werkzeug ist außerdem möglich. Außerdem können Bienen, die ein schwaches, an AFB erkranktes Volk ausräubern, Sporen in gesunde Völker tragen. Durch Körperkontakt und Futteraustausch werden die Sporen im Bienenvolk verteilt und gelangen über kontaminiertes Larvenfutter zu der Bienenbrut.

### Infektionsverlauf
Die Sporen werden über das Futter von der Bienenbrut, den Larven, aufgenommen. Nur sehr junge Larven können durch die Sporen innerhalb der ersten 36 Stunden infiziert werden. Danach sind die Larven resistent. Auch adulte Bienen können nicht mehr infiziert werden. In den Därmen der Larven keimen die Sporen aus und die vegetativen Bakterien vermehren sich, bis der Darm komplett mit Bakterien gefüllt ist. Es kommt zum Durchbruch durch das Darmepithel und somit zum Tod der Larve. Nach dem Tod zersetzt P. larvae die Bienenlarve vollständig zu einer fadenziehenden Masse, die später zu einem Faulbrutschorf eintrocknet, der die infektiösen Sporen enthält. Die Sporen können nun über die Ammenbienen zu weiteren Bienenlarven gelangen und diese infizieren. Der Kreislauf beginnt erneut.
Wird die Larve vor der Verdeckelung der Brutzelle von Bakterien getötet, so wird sie von den ihrem Putztrieb folgenden Arbeiterinnen häufig entfernt. Wird die Brutzelle aber noch verdeckelt, so stirbt die Larve in der Zelle und wird durch P. larvae zu einer fadenziehenden Masse zersetzt (Streichholzprobe).

## Auftreten in der EU
Es kommt regelmäßig zu Ausbrüchen der amerikanischen Faulbrut in Europa. In Deutschland etwa gab es 72 Ausbrüche im Jahr 2022, die durch eine Meldepflicht und frühzeitige Sanierungsmaßnahmen lokal begrenzt blieben. In Österreich kam es 2023 zu 31 Krankheitsausbrüchen.

### Bekämpfung
Bei einem AFB-Ausbruch droht durch Verflug und Räuberei die Infizierung weiterer Bienenvölker in einem weiten Gebiet. Daher ist sie in Deutschland und einigen anderen Ländern eine anzeigepflichtige Tierseuche. Nach der amtlichen Feststellung der Krankheit durch das zuständige Veterinäramt wird ein Faulbrut-Sperrbezirk mit mindestens einem Kilometer Radius um den betroffenen Bienenstand eingerichtet.
Eine Belastung seiner Bienenvölker mit AFB-Sporen kann der Imker jährlich durch Futterkranzproben bestimmen lassen. Der Nachweis von Sporen in den Proben bedeutet aber nicht, dass die AFB auch schon ausgebrochen ist. Erst wenn auch ein klinischer Befund besteht (schleimiger Zelleninhalt, Streichholzprobe positiv), sind Maßnahmen zu ergreifen.
Eine AFB-Sanierung bedeutete früher meist die Vernichtung aller Völker auf dem Stand durch Abschwefeln (Abtöten der Bienen) und Verbrennen des Materials. Heute wird, wenn die Ausbreitungstendenz begrenzt ist und der Imker die entsprechenden Möglichkeiten hat, auf Kunstschwarmverfahren und Beutendesinfektion (Bienenstockdesinfektion) gesetzt. Auch Kunststoffstöcke können effektiv desinfiziert werden. Allerdings muss auch weiterhin jegliches schon einmal bebrütetes Wabenmaterial aus den befallenen Völkern vernichtet oder zumindest einem wachsverarbeitenden Betrieb als sogenanntes Seuchenwachs angeliefert werden. Durch einen Einschmelzvorgang mit festgelegten Parametern (Temperatur, Druck und Dauer) werden dort alle enthaltenen Sporen abgetötet.
In einigen Ländern wird die AFB auch mit Antibiotika bekämpft. Drei Antibiotika sind im Gebrauch: Oxytetracyclin, Tylosin und Lincomycin. Diese wirken jedoch ganz überwiegend nur bakteriostatisch (nur Lincomycin wirkt in höheren Konzentrationen bakterizid), so dass die Erreger in der aktiven Wachstumsphase größtenteils nur gehemmt und nicht abgetötet werden. Außerdem bleiben die infektiösen Endosporen als eine Dauerform unbeeinträchtigt. Die Endosporen sind im eingetrockneten „Faulbrutschorf“ millionenfach in jeder der befallenen Brutwabenzellen vorhanden und können mehr als 50 Jahre überdauern. Bei unzureichenden begleitenden Hygienemaßnahmen kommt es immer wieder zum Ausbruch der Krankheit. Die Endosporen werden auch über den weltweiten Honighandel verbreitet.
Alternative Bekämpfungsmethoden werden derzeit erforscht. Deren Wirksamkeit konnte jedoch bisher noch nicht im Feld bei Faulbrutausbrüchen gezeigt werden. Ein Beispiel hierfür ist die Phagentherapie zur Behandlung der Amerikanischen Faulbrut.

### Impfung
Am 4. Januar 2023 wurde durch das Landwirtschaftsministerium der Vereinigten Staaten eine Impfung für Honigbienen gegen Paenibacillus larvae unter Auflagen für zunächst zwei Jahre zugelassen. Hersteller des Impfstoffs ist die Firma Dalan Animal Health, eine Biotechnologie-Firma, die über Erfahrung mit Arzneimitteln für Insekten verfügt. Der unter dem Handelsnamen Paenibacillus Larvae Bacterin vertriebene Impfstoff muss dem Futter der Bienenkönigin beigemischt werden. Sie gibt die erworbene Immunität an ihre Nachkommen weiter. Es handelt sich um die erste durch eine staatliche Behörde zugelassene Impfung für Honigbienen weltweit. Die Impfung kann die Sterblichkeit von Larven um 30 bis 50 % reduzieren.  Eine alleinige Anwendung der Impfung ohne andere Bekämpfungsmaßnahmen reicht daher nicht aus, um die Bienenvölker wirksam vor Faulbrut zu schützen. Zudem fehlen noch Daten zur Langzeitwirksamkeit der Impfung.

## Diagnose
Ein Ausbruch der AFB wird festgestellt, wenn sowohl der Nachweis klinischer Symptome (Streichholzprobe) sowie der Erregernachweis erbracht werden können. Sollte nur ein Faktor nachgewiesen werden, liegt nur der Verdacht eines Faulbrutausbruchs vor.
Verdachtsmomente, die eine Überprüfung (Streichholzprobe) auf AFB sinnvoll erscheinen, lassen sind:
- Erregernachweis im Labor
- Klinische Symptome:
  - einzeln stehen gebliebene verdeckelte Brutzellen
  - sehr lückenhaftes Brutnest (schwacher Verdacht, kann auch andere Gründe haben, z. B. Varroose)
  - knochenleimartiger Geruch beim Öffnen der Beute
  - Verfärbungen der gedeckelten Brut mit eingefallenen oder sogar löchrigen Zelldeckeln

### Streichholzprobe

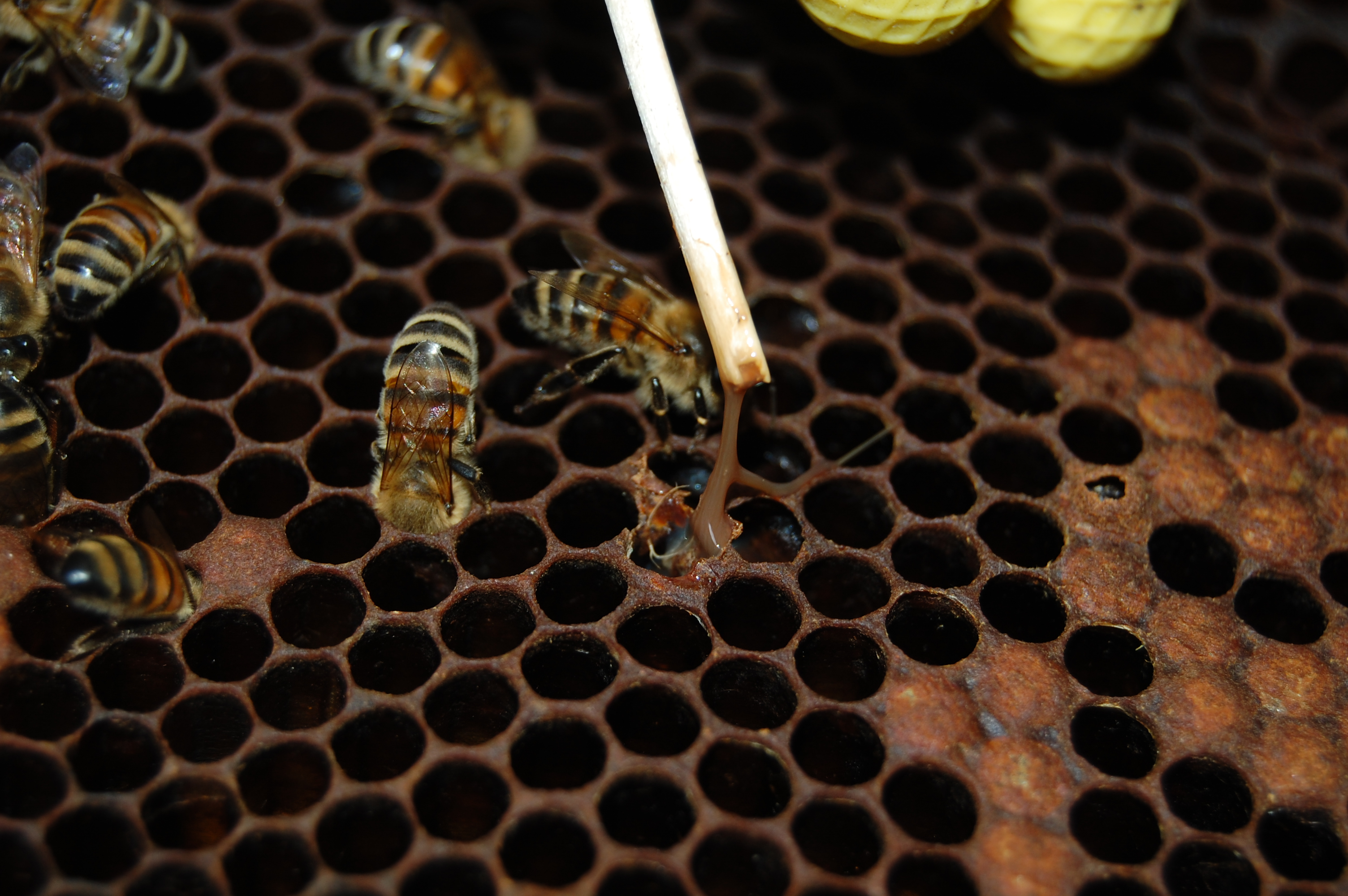
Positive Streichholzprobe

Bei der Streichholzprobe wird das zündkopffreie Ende eines Streichholzes in eine verdächtig erscheinende und kurz vorher geöffnete Brutzelle bis auf den Zellengrund geschoben. Die Probe fällt positiv aus, wenn ein schleimiger Faden, ähnlich einem hochviskosen Klebstoff, herausgezogen werden kann und keine Körperstruktur (in Form einer schlaffen Larvenhaut) mehr zu erkennen ist. Ein sicherer Beleg für den Ausbruch der Krankheit ist durch die Untersuchung einer Probe im Labor zu erbringen. Bei offenen Brutzellen gibt die Streichholzprobe keine verlässlichen Anhaltspunkte, da der ursprünglich schleimige Inhalt befallener Zellen meist schon eingetrocknet ist.

### Geruch
In den USA wurde erfolgreich erprobt, an AFB erkrankte Bienen durch einen Spürhund erkennen zu lassen.

### Erregernachweis
Im Labor erfolgt ein bakteriologischer oder molekulargenetischer Erregernachweis.

## Juristische Regelungen
In Deutschland regelt die Bienenseuchen-Verordnung sowohl Prophylaxe als auch Schutzmaßnahmen im Verdachtsfall bzw. nach amtlicher Feststellung der Seuche, die als anzeigepflichtige Tierseuche amtlich bekämpft wird.
Prophylaktisch kann jeder Imker jederzeit seine Bienenvölker durch einen amtlich bestellten Bienensachverständigen auf Amerikanische Faulbrut untersuchen lassen. Der sinnvollste Zeitpunkt dafür liegt im Frühjahr vor der Bildung von Ablegern. Eine solche Untersuchung ist zwingend erforderlich, wenn der Imker beabsichtigt, Völker zu verkaufen bzw. abzugeben, eine Belegstelle zu beschicken oder mit Bienenvölkern in andere Landkreise zu wandern. Nach Untersuchung durch die Bienensachverständigen stellen die zuständigen Veterinärämter für diese Zwecke Seuchenfreiheitsbescheinigungen aus. Der genaue Ablauf kann in den einzelnen Bundesländern oder sogar Landkreisen unterschiedlich geregelt sein.
Im Fall des Verdachts oder des Ausbruchs der AFB dürfen vor der amtlichen Klärung bzw. Feststellung der Seuche durch das Veterinäramt an dem Bienenstand keine Veränderungen vorgenommen werden. Für alle Personen außer dem Besitzer und seinen Vertretern und Handlungsgehilfen, Tierärzten und zuständigen Bienensachverständigen gilt ein Betretungsverbot.
Nach amtlicher Feststellung der AFB müssen am betroffenen Bienenstand Bienenwohnungen, tote Bienen, Gerätschaften, Wabenmaterial, Wachsvorräte usw. nach Anweisung des Amtstierarztes desinfiziert oder unschädlich beseitigt werden. Seuchenkranke Bienenvölker werden je nach amtlicher Anordnung entweder getötet („abgeschwefelt“) oder durch ein Kunstschwarmverfahren behandelt.
Mit der amtlichen Feststellung weist die Veterinärbehörde auch einen Sperrbezirk mit mindestens einem Kilometer Radius um den betroffenen Bienenstand aus, in dem alle dort gelegenen Bienenstände ebenfalls auf AFB untersucht werden müssen.

## Hinweis: Die Begriffe Made und Larve
Im imkerlichen Sprachgebrauch werden Bienenlarven oft „Made“ genannt (bspw. „Rundmade“, „Streckmade“). Im entomologischen und weiterem wissenschaftlichen Kontext bezeichnet Made ein Entwicklungsstadium der Zweiflügler (Diptera). Honigbienen sind dagegen Hautflüglern (Hymenoptera), deren Jugendstadium als Larve bezeichnet wird. So weit wären bspw. Rundlarve und Strecklarve passender.